# Ten (альбом Girls Aloud)
Ten — второй сборник лучших хитов группы Girls Aloud, выпущенный в 2012 году в честь десятилетия коллектива после трехлетнего перерыва в творчестве.

## Об альбоме
В альбом, состоящий из 18 треков, помимо старых хитов, вошли 4 новые песни. Первая из них, «Something New», была выбрана официальным благотворительным синглом BBC «Children In Need» и заняла вторую строчку в британском чарте. Альбом был издан в двух версиях — стандартной и делюкс, включавшей бонусный диск с десятью песнями, трек-лист которого подбирался путём голосования на официальном сайте группы. Также в продажу поступило подарочное издание, включавшее бокс с делюкс-версией Ten, двумя дисками с ранее не издававшимся документальным мини-сериалом Passions of Girls Aloud, эксклюзивными арт-принтами и золотым лотерейным билетом.

## Список композиций

### Standard Edition
1. Something New — 3:21

2. The Promise — 3:44

3. The Loving Kind — 4:00

4. Untouchable — 3:49

5. Sexy! No No No... — 3:16

6. Call The Shots — 3:46

7. Can't Speak French — 3:21

8. Something Kinda Ooooh — 3:21

9. Biology — 3:36

10. The Show — 3:37

11. Love Machine — 3:27

12. I'll Stand By You — 3:45

13. Jump — 3:39

14. No Good Advice — 3:48

15. Sound of the Underdround — 3:42

16. On the Metro — 3:13

17. Beautiful 'Cause You Love Me — 3:29

18. Every Now and Then — 4:25

### Deluxe Edition Bonus CD
1. Graffiti My Soul — 3:15

2. Wake Me Up — 3:10

3. Wild Horses — 3:24

4. Swinging London Town — 4:04

5. Whole Lotta History — 3:48

6. Crazy Fool — 3:37

7. Girl Overboard — 4:11

8. Black Jacks — 4:21

9. Hoxton Heroes - 3:01

10. Memory of You - 3:47

## Позиции вчартах
| Чарты (2012)    | Место позиция |
| --------------- | ------------- |
| Британский чарт | 9             |
| Ирландский чарт | 17            |

## Над альбомом работали

### Авторы
- Girls Aloud
- Миранда Купер
- Брайан Хиггинс
- Рейчел Молден

### Состав
- Шерил Коул
- Кимберли Уолш
- Сара Хардинг
- Никола Робертс
- Надин Койл